# Modesto, Kalifornija
Modesto je grad u američkoj saveznoj državi Kaliforniji. Prema procjeni iz 2009. godine ima 210.088 stanovnika. Sjedište je okruga Stanislaus.
Grad se nalazi u plodnoj kalifornijskoj Središnjoj dolini, oko 150 km istočno od San Francisca, 110 km južno od Sacramenta, kao i stotinjak km zapadno od Nacionalnog parka Yosemite. Rodno je mjesto redatelja Georgea Lucasa, plivača Marka Spitza i glumca Timothyja Olyphanta.
Najveći svjetski proizvođač i izvoznik kalifornijskih vina, E & J Gallo Winery, nalazi se u Modestu. Većina ostalih tvrtki također je iz poljoprivrednog sektora. 

## Gradovi prijatelji
Modesto ima ugovore o partnerstvu s pet gradova:
- Aguascalientes, Meksiko
- Hmeljnicki, Ukrajina
- Kurume, Japan
- Vernon, Kanada
- Vijayawada, Indija

## Vanjske poveznice
- Službena stranica (engl.)
- Video vodič kroz Modesto (engl.)